# Asteras Tripolis
PAE Asteras Tripolis (greacă ΠΑΕ Αστέρας Τρίπολης) este un club de fotbal grecesc care are sediul în Tripoli, Grecia care evoluează în Superliga Greacă. Echipa susține meciurile de acasă pe stadionul Stadionul Asteras Tripolis cu o capacitate de 4.000 de locuri.

## Europa
- UEFA Europa League
  -  Faza Grupelor (1) : 2015

## Jucători notabili
| - Georgios Abaris - Ilias Anastasakos - Nikolaos Anastasopoulos - Leonidas Argyropoulos - Anastasios Bakasetas - Georgios Bantis - Kostas Fortounis - Michail Fragoulakis - Sokratis Fytanidis - Lefteris Gialousis - Ilias Ioannou - Christos Kalantzis - Petros Kanakoudis - Vaggelis Kaounos | - Michalis Klokidis - Giannis Kontoes - Athanasios Kostoulas - Dimitris Kourbelis - Antonis Ladakis - Nikolaos Lazaridis - Christos Lisgaras - Christos Pipinis - Manolis Psomas - Efstathios Rokas - Ilias Solakis - Savvas Tsabouris - Giannis Zaradoukas - Giorgos Zisopoulos | - Salim Arrache - Leandro Alvarez - Jerónimo Barrales - Sebastián Bartolini - Adrián Bastía - Juan Pablo Caffa - Horacio Cardozo - Sebastián Carrera - Israel Damonte - Pablo De Blasis - Matías Degra - Sebastián Ereros - Lucio Filomeno - Lautaro Formica | - Sebastián Grazzini - Gaston Martina - Carlos Alberto Massara - Mauro Milano - Juan Munafo - Matias Pavoni - Emanuel Perrone - Leonel Rios - Bruno Urribarri - Lucas Wilchez - Éder - Flávio - Jean Carlos - Marcelão | - Rogério Martins - Patrick Zoundi - Roudolphe Douala - Danijel Cesarec - Patrick Dimbala - Tresor Luntala - Zsolt Bárányos - Márton Fülöp - László Lencse - Jaouad Zairi - Chigozie Udoji - Radoslaw Matusiak - Dorin Goian - Fritz Emeran | - Khalifa Sankaré - Mário Breška - Daniel Orozco - Fernando Usero - Jacobo - Juanito - Rubén Pulido - Rubén Rayos - Ximo Navarro - Mathias Cardaccio - Fernando Machado - Dani Hernández |

## Antrenori
| - Giannis Petrakis (2004–Jan 06) - Lysandros Georgamlis (Jan 2006–May 6) - Giannis Papakostas (June 2006–Dec 06) - Paulo Campos (Nov 29, 2006–Feb 2, 2008) - Panagiotis Tzanavaras (Feb 25, 2008–13 mai 2008) - Carlos Carvalhal (14 mai 2008–Oct 15, 2008) - Nikos Kostenoglou (Nov 20, 2008–18 mai 2009) | - Mario Gómez (1 iulie 2009–Oct 25, 2009) - Vangelis Vlachos (Oct 26, 2009–Jan 17, 2011) - Pavlos Dermitzakis (Jan 21, 2011–17 mai 2011) - Óscar Fernández (15 iunie 2011–Sept 19, 2011) - Horácio Gonçalves (Sept 19, 2011–Nov 7, 2011) - Sakis Tsiolis (Nov 9, 2011–Sep 30, 2013) - Staikos Vergetis (Oct 2, 2013–) |